# Ферацано
Фераца̀но (на италиански: Ferrazzano) е малко градче и община в Централна Италия, провинция Кампобасо, регион Молизе. Разположено е на 872 m надморска височина. Населението на общината е 3345 души (към 2010 г.).